# Semmering-Pass

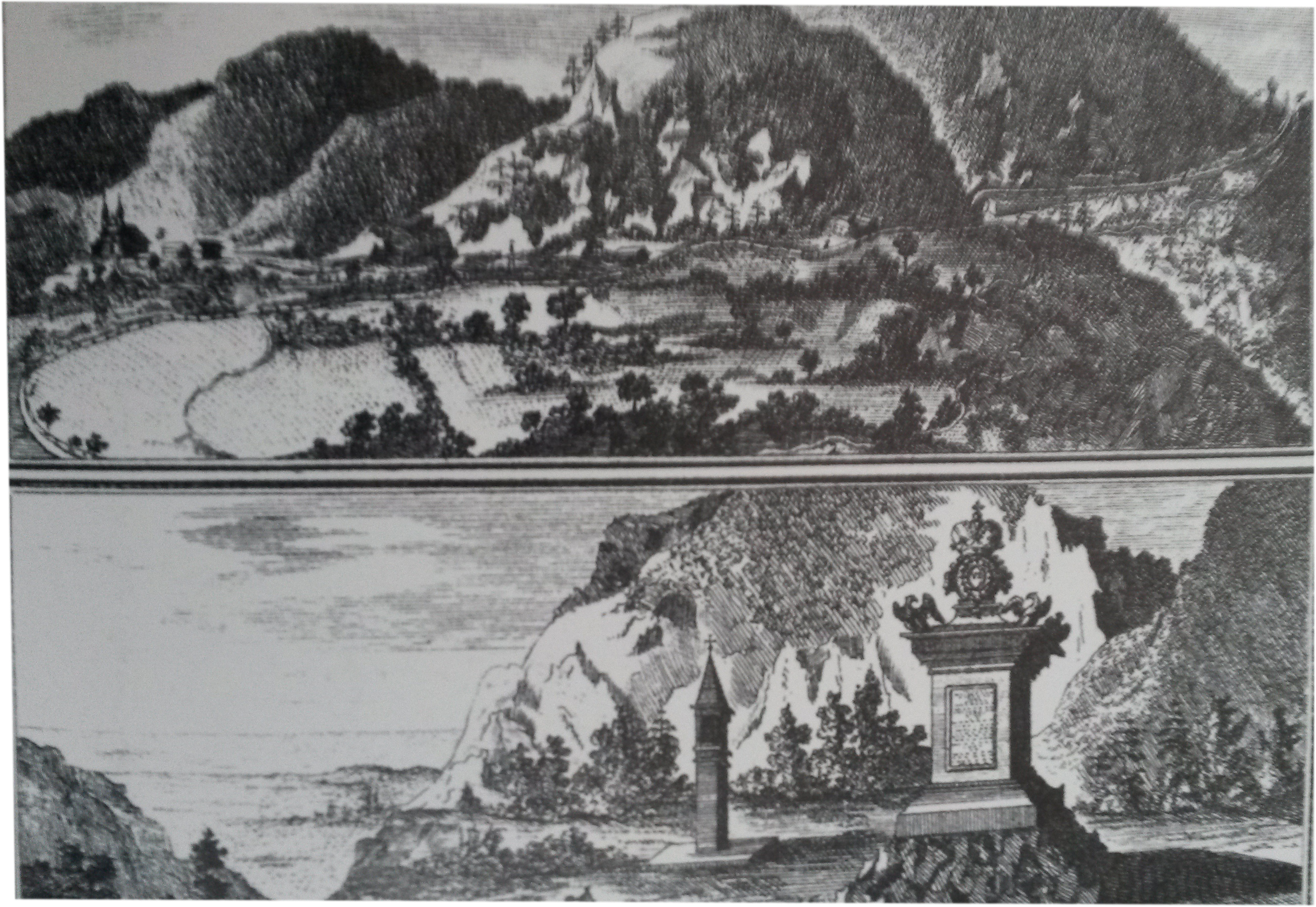
Kupferstich des Abschnittes der Semmeringstraße von Maria Schutz bis zur Passhöhe. Im Vergleich dazu der „Alte Weg“. Der zweite Stich stellt in monumentaler Übertreibung das Carolus-Denkmal und den Grenzstein dar (1734)

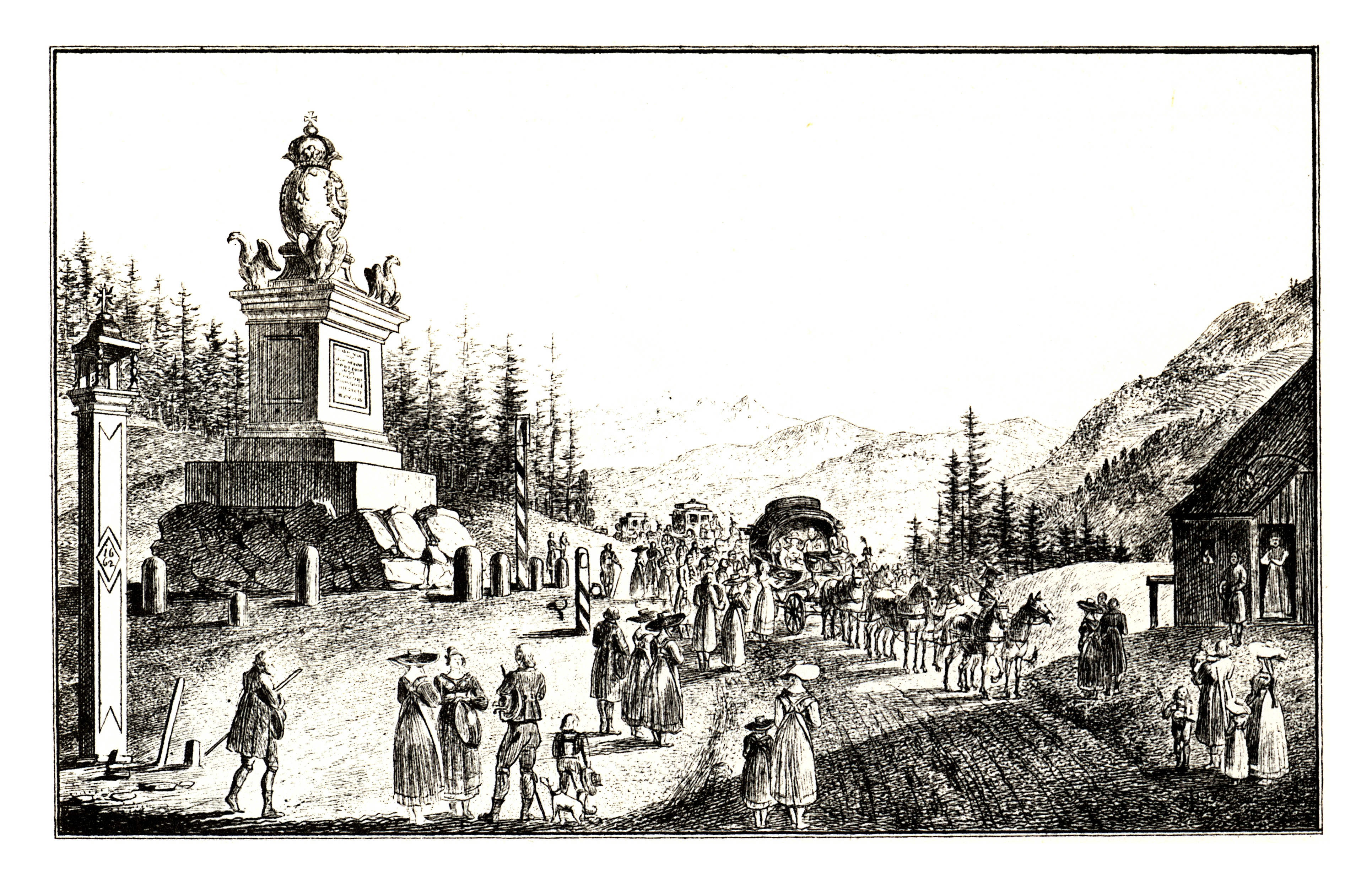
Kaiser Franz I. und seine Gemahlin Karoline überqueren den Semmering auf dem Weg nach Italien (20. August 1825), Lith. um 1830, J.F.Kaiser, Graz

Der Semmering-Pass oder kurz Semmering ist ein 984 m ü. A. hoher Gebirgspass zwischen der Raxalpe im Norden und dem Wechselgebirge im Süden. Unmittelbar über dem Pass liegt im Süden der Hirschenkogel und im Norden der Pinkenkogel (1292 m ü. A.). Der Semmering bildet die natürliche Grenze zwischen Niederösterreich und der Steiermark.

## Geologie
Das Semmeringgebiet stellt ein geologisches Fenster dar, in dem ältere Gesteine der Zentralalpen über jüngere hinausragen – ähnlich wie beim Tauernfenster. Flächenmäßig überdeckt dieses Semmeringfenster allerdings nur etwa 200 km².
Im Semmeringgebiet liegen Reste mehrerer kleiner Bergwerke, in denen vom 16. Jahrhundert bis ins 19. Jahrhundert Eisenerz, Kupfer und andere Erze sowie Kohle gefördert wurden.

## Namensgebung
Das Gebiet um den Semmering war wohl in den unruhigen Zeiten der Völkerwanderungen zu großen Teilen entvölkert worden, ein Schicksal, welches es sich mit vielen Gebieten in den östlichen Alpen teilte. Ab etwa dem 6. Jahrhundert konnten so slawische Stämme einwandern, die auch dem Semmering seinen Namen gaben – „Semmerick“, was mutmaßlich so viel wie „der Unwirtliche“ bedeutet. Es gibt aber auch andere Namenserklärungen, die von anderen slawischen oder gar deutschen Wurzeln sprechen, so die ebenfalls slawische Bezeichnungen „Smrk“ (Fichte) oder „Cemerinik“ (Berg bei der Schneerose).
Als etwa im 10. Jahrhundert die deutsche Besiedlung den Semmering einnahm, übernahmen die deutschen Kolonisten – wie anderenorts auch – die alten slawischen Flurbezeichnungen, wobei bekannt ist, dass unter den deutschen Kolonisten auch lange Zeit die deutsche Bezeichnung „Cerewald“ (Zirbenwald) für den Semmering in Gebrauch war. In der Arthus-Reise des Minnesängers Ulrich von Liechtenstein berichtete dieser von seinen Abenteuern, die ihm bei der Überquerung des „Semernic“ widerfuhren.
Das früheste Schriftzeugnis ist von 1227 und lautet „Semernic“. Der Name könnte ebenfalls auf slowenisch cemerika (Land mit Nieswurz-Bewuchs) zurückgehen.

## Geschichte
Der erste Saumweg über den Semmering wurde 1160 im Auftrag von Markgraf Ottokar III. angelegt. Bis dahin lief der Verkehr zwischen dem Wiener Becken und dem Süden über das Pittental, entlang der alten Römerstraße über den Wechsel. Dieser Saumweg wurde um 1735 unter Karl VI. durch die erste Semmeringstraße ersetzt. Damals entwickelte sich Schottwien am Beginn der eigentlichen Bergfahrt zur wichtigen Etappenstation für Fuhrwerke, da man hier zusätzliche Pferde vorspannen musste, um die steile Straße zu bewältigen. Besonders Beherbergungsbetriebe und das Transportnebengewerbe (wie Schmiede, Wagner und Sattler) blühten auf.
Bereits zu Beginn des 19. Jahrhunderts wurde eine neue Trasse geplant, um die gefährlichen Steigungen der alten Straße zu entschärfen. Über diese Trasse wurde in den Jahren 1839 bis 1841 eine zweite Straßenverbindung gebaut.
Ab 1842 führten dann Bahnstrecken von Bruck an der Mur nach Mürzzuschlag und von Wien nach Gloggnitz, deren Lücke über den Semmering 1854 durch die von Carl Ritter von Ghega erbaute Semmeringbahn geschlossen wurde.
Von 1956 bis 1958 wurde die Semmeringstraße ein drittes Mal neu trassiert und dem gewachsenen Verkehrsaufkommen angepasst.

## Verkehr
Der Semmering ist neben dem Wechselpass die wichtigste Verbindung zwischen den Bundesländern Niederösterreich und Steiermark. Überquert werden kann er auf der Semmering-Passstraße oder auf der Semmering Schnellstraße S6 sowie mit der Semmeringbahn. Auf der Passhöhe ist der gleichnamige Luftkurort Semmering. Der Wallfahrtsort Maria Schutz liegt unweit des Semmerings auf der östlichen Seite in Niederösterreich, ebenso der Ort Schottwien, westlich des Passes sind Spital am Semmering und Mürzzuschlag die – steirischen – Talorte.

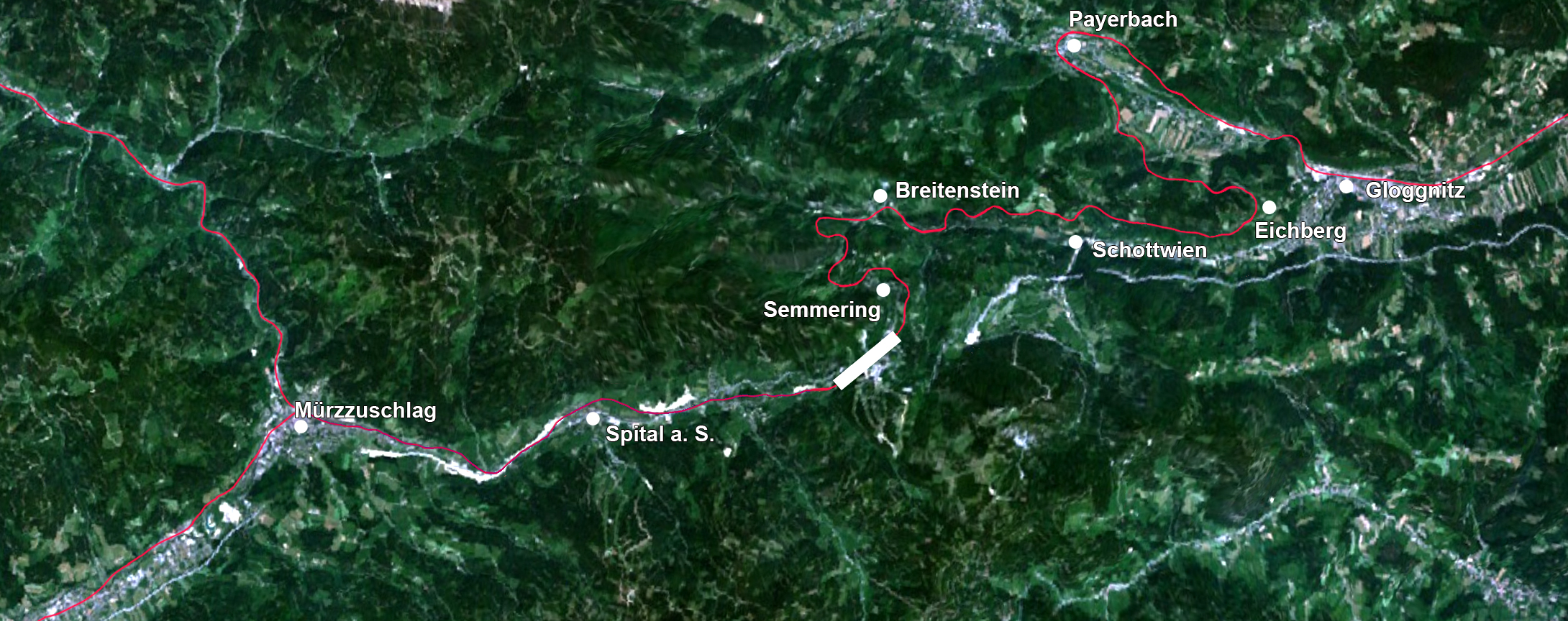
Satellitenaufnahme des Trassenverlaufs der Semmeringbahn

Eine Ergänzung der Semmeringbahn, die als weltweit erste Hochgebirgsbahn als UNESCO-Weltkulturerbe geschützt ist, verfolgt das Vorhaben Semmering-Basistunnel mit Baubeginn April 2012, 27 km Länge und 2 Röhren. Das Projekt wird die Fahrzeit von Wien nach Graz wesentlich verkürzen. Es ist jedoch wegen befürchteter Störungen des Grundwasserhaushalts umstritten. Die planmäßige Inbetriebnahme des Basistunnels soll 2030 erfolgen (Stand 2022).
Im Oktober 2004 wurde der Semmering-Scheiteltunnel für den Autoverkehr eröffnet. Der ohne Sondermaut befahrbare Tunnel ist schneller und komfortabler als die Passstraße, fördert also den – schnellstraßenfähigen – Straßenverkehr. Der Kurort Semmering wird um den Großteil des Durchzugsverkehrs entlastet. Dadurch wird einerseits eine andere Straßengestaltung möglich, die jedoch auch weiterhin die Funktion einer leistungsfähigen Ausweichstrecke sicherstellen muss. Andererseits entfallen auch gewisse Geschäftsumsätze im Ort. Eine Umgestaltung der Passhöhe ist angedacht.

## Skigebiet
Direkt am Pass befindet sich das Skigebiet Hirschenkogel, westlich vom Semmering bei Spital das Stuhleck, die beide besonders von Tages- und Wochenendausflüglern besucht werden. Bei Maria Schutz befand sich ein weiteres kleines Skigebiet mit einer nicht präparierten, sehr steilen und schweren Piste am Sonnwendstein.

## Historische Landkarten

Der Semmering und seine Umgebung in historischen Landkarten, um 1790 und um 1873
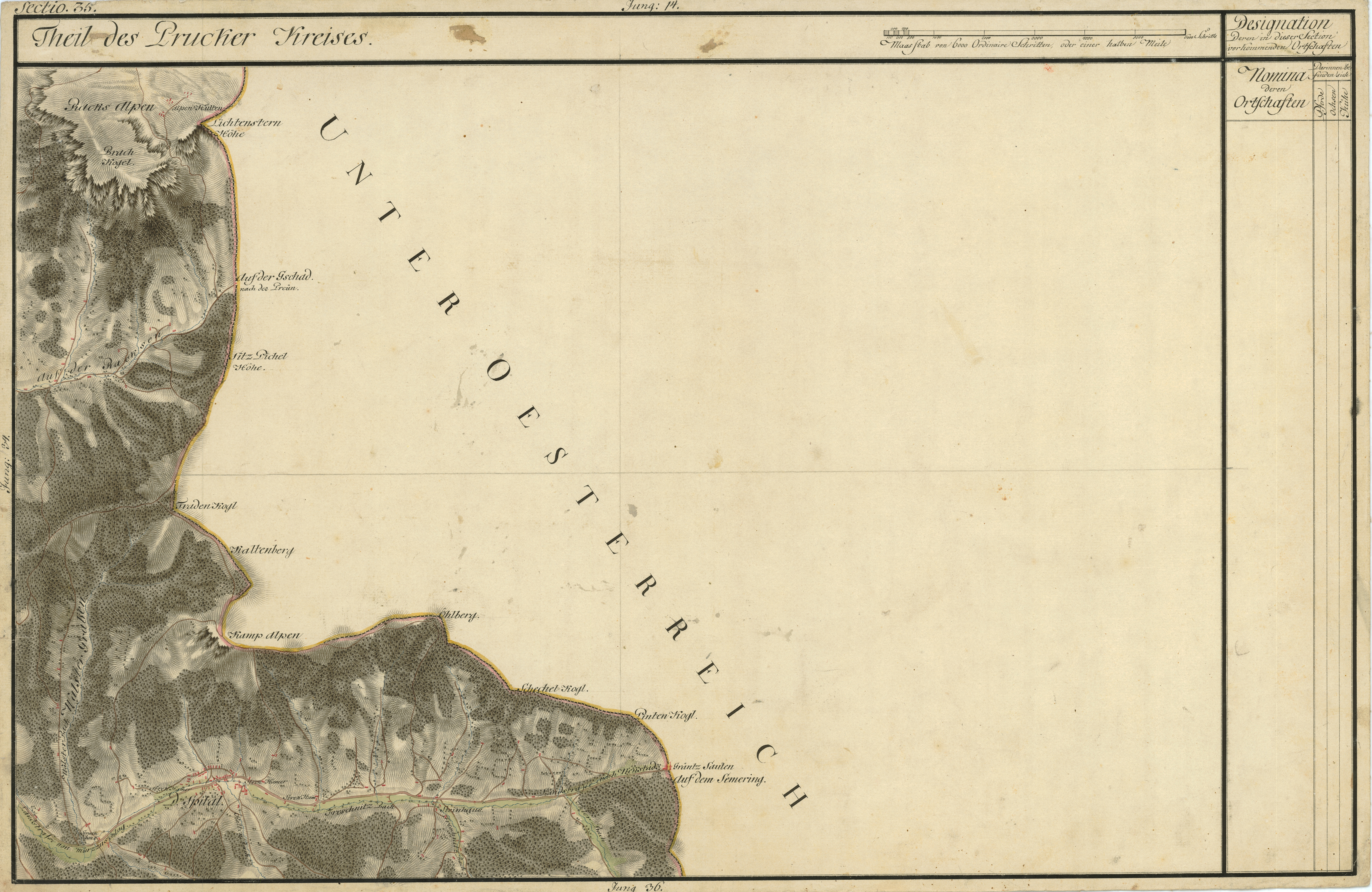
Steirische Seite des Semmering mit Steinhaus und Spital (unten Mitte), um 1790
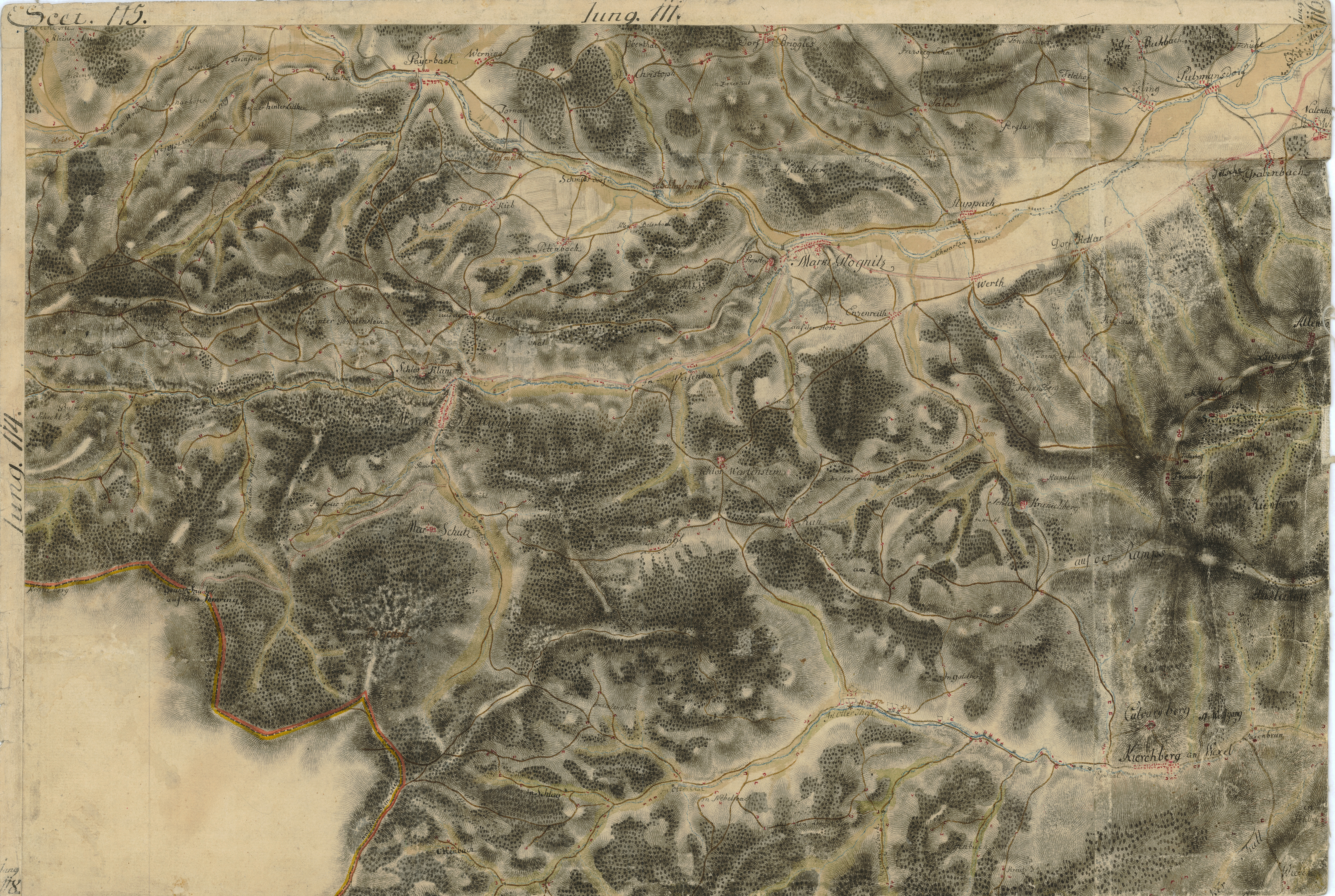
Niederösterreichische Seite mit Gloggnitz, Schottwien (links unten), um 1790
Steirische Seite, nördlicher Teil, mit Adlitzgräben und Preiner Gscheid, um 1873 (rechts unten)
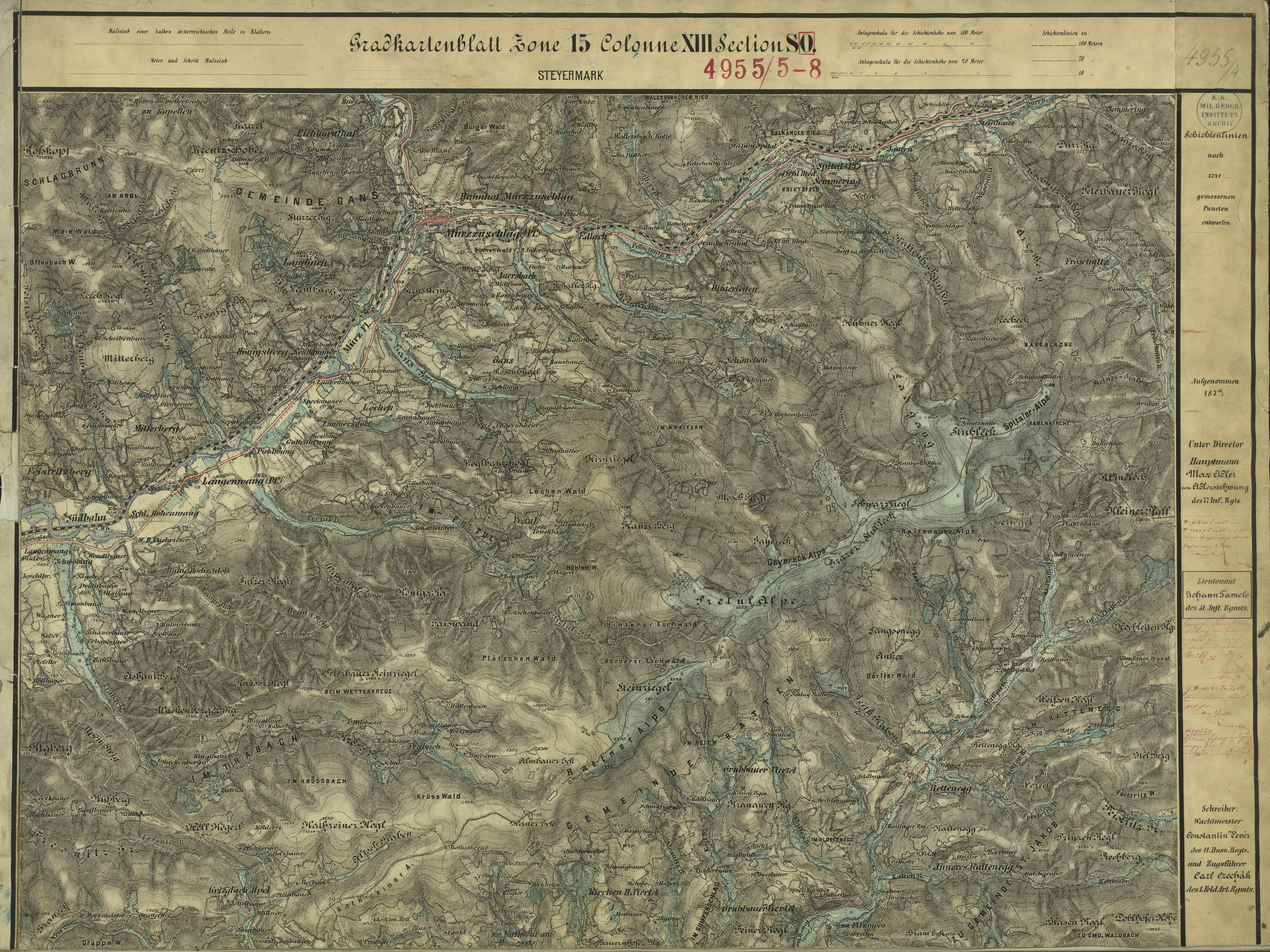
Steirische Seite, südlicher Teil, mit Steinhaus, Spital und Mürzzuschlag (rechts oben)
Niederösterreichische Seite, Bahn und Straße ausgebaut um 1873 (links unten)